# Taşlıhöyük, Turhal
Taşlıhöyük là một xã thuộc huyện Turhal, tỉnh Tokat, Thổ Nhĩ Kỳ. Dân số thời điểm năm 2011 là 96 người.